# Jennifer Diachun
Jennifer Diachun (Toronto, 14 de agosto de 1953) é uma ex-ginasta canadense, que competiu em provas de ginástica artística pelo seu país.
Diachun fez parte da equipe canadense que disputou os Jogos Pan-americanos de Cali, na Colômbia em 1971. Na ocasião, conquistou a medalha de bronze coletiva, ao ter a nação superada pelas estadunidenses e cubanas. Nos aparelhos, em prova vencida pela norte-americana Linda Metheny, empatou na terceira colocação com a compatriota Lise Arsenault e a também estadunidense Roxanne Pierce. Ao longo da carreira, compôs a equipe canadense que disputou as Olimpíadas da Cidade do México e os Jogos Olímpicos de Munique, nos quais atingiu como melhor colocação, a 11ª posição nos eventos coletivos das duas edições.